# Lysimachia assamica
Lysimachia assamica är en viveväxtart som beskrevs av C.M. Hu. Lysimachia assamica ingår i släktet lysingar, och familjen viveväxter. Inga underarter finns listade i Catalogue of Life.